# Adama City FC
Adama City Football Club is een Ethiopische voetbalclub uit de stad Adama. Ze komen uit in de Premier League, de nationale voetbalcompetitie van Ethiopië. De club is relatief jong, want ze werd in 1993 opgericht. De club speelt zijn thuiswedstrijden in het Adama Stadium, een relatief klein stadion dat plaats beidt aan zo'n 10.000 toeschouwers.